# Nabucodonosor (governador de Uruque)
Nabucodonosor (em acádio: ; romaniz.: Nabû-kudurri-uṣur; lit.  "Nabu, cuide do meu herdeiro"), e mais comumente conhecido pelo apelido de Cudurru, era um governador da cidade de Uruque sob o governo do rei assírio Assurbanípal (r. 669–631 a.C.), nomeado após a derrota de Samassumauquim, irmão de Assurbanípal, que tinha se rebelado contra a Assíria em 648 a.C.
No reinado do filho de Assurbanípal, Sinsariscum (r. 627–612 a.C.), o túmulo de Nabucodonosor foi profanado, com os perpetradores chegando a arrastar seu corpo pelas ruas de Uruque. Isso foi feito em resposta às atividades anti-assírias de seus dois filhos. Em 2007, o assiriologista Michael Jursa identificou Nabucodonosor como o pai de Nabopolassar, o fundador do Império Neobabilônico, que se rebelou contra Sinsariscum em 626 a.C. (sendo estas as atividades anti-assírias). Se Nabopolassar fosse seu filho, Nabopolassar continuaria a nomear seu próprio filho, Nabucodonosor II, após seu pai.